# Station Dobutsuen-mae
Station Dobutsuen-mae (昭和町駅, Dōbutsuen-mae-eki, lett. vlak voor de dierentuin) is een metrostation in de wijk Nishinari-ku in de Japanse stad Osaka. Het wordt aangedaan door de Midosuji-lijn en de Sakaisuji-lijn. De lijnen staan haaks op elkaar, waardoor beide lijnen eigen perrons hebben. Het station ligt naast het JR station Shin-Imamiya. Het heeft twee zijperrons. De naam 'vlak voor de dierentuin' is enigszins misleidend, daar het nog zo'n 250 meter lopen naar de dierentuin is.

## Lijnen

### Midosuji-lijn(stationsnummer M22)
| 1 | ■ Midosuji-lijn | richting en Abiko en Nakamozu                       |
| 2 | ■ Midosuji-lijn | richting Tennōji, Namba, Umeda, Shin-Osaka en Esaka |

### Sakaisuji-lijn(stationsnummer K19)
| 1 | ■ Sakaisuji-lijn | richting Tengachaya |
| 2 | ■ Sakaisuji-lijn | richting Nippombashi en Tenjimbashisuji Rokuchōme via de Hankyu Senri-lijn richting: Awaji, Kita-Senri en Takatsuki-shi |

## Geschiedenis
Het station werd in 1938 geopend. Het station van de Sakaisuji-lijn werd in 1969 voltooid.

## Overig openbaar vervoer
Bussen 7, 48, 52 en 80

## Stationsomgeving
- Station Shin-Imamiya voor de Kansai-lijn, Osaka-ringlijn, Nankai-lijn en de Koya-lijn
- Station Minami-Kasumicho voor de Hankai-lijn
- Station Imaike voor de Hankai-lijn
- Dierentuin van Tennoji
- Stedelijk Museum van Osaka
- Festival Gate (pretpark, gesloten in 2004)
- Shin Sekai (rosse buurt)
- Spa World
- Tsutenkaku (uitkijktoren)
- Politiebureau van Nishinari
- Daily Yamazaki
- FamilyMart
- Sunkus
- Lawson
- Business Hotel Taiyō

Tenjimbashisuji Rokuchōme · Ōgimachi · Minami-Morimachi · Kitahama · Sakaisuji-Hommachi · Nagahoribashi ·  Nippombashi · Ebisuchō · Dōbutsuen-mae · Tengachaya